# Rugby-Union-Weltmeisterschaft 2027/Qualifikation

Grafik zur Qualifikation für die Weltmeisterschaft 2027

An der Endrunde der Rugby-Union-Weltmeisterschaft 2027, die im Oktober und November 2027 in Australien ausgetragen werden soll, werden erstmals 24 Mannschaften teilnehmen. Vorab startberechtigt sind jeweils die drei Bestplatzierten aller vier Vorrundengruppen der Weltmeisterschaft 2023. Für die übrigen Startplätze finden Qualifikationsturniere statt.
Zehn Startplätze werden über kontinentale Meisterschaften vergeben. Dabei hat Europa vier feste Startplätze zur Verfügung, Ozeanien zwei, Afrika, Amerika und Asien je einen, während Nordamerika und Ozeanien einen Startplatz unter sich ausmachen. Der zwölfte Startplatz wird über ein interkontinentales Qualifikationsturnier ermittelt.

## Qualifizierte Mannschaften
Afrika
- Südafrika als Weltmeister 2023

Amerika
- Argentinien als Halbfinalist der Weltmeisterschaft 2023

Asien
- Japan als Gruppendritter der Weltmeisterschaft 2023

Europa
- England als Halbfinalist der Weltmeisterschaft 2023
- Frankreich als Viertelfinalist der Weltmeisterschaft 2023
- Irland als Viertelfinalist der Weltmeisterschaft 2023
- Italien als Gruppendritter der Weltmeisterschaft 2023
- Schottland als Gruppendritter der Weltmeisterschaft 2023
- Wales als Viertelfinalist der Weltmeisterschaft 2023

Ozeanien
- Australien als Gastgeber
- Neuseeland als Finalist der Weltmeisterschaft 2023
- Fidschi als Viertelfinalist der Weltmeisterschaft 2023

## Afrika
Die WM-Qualifikation ist in die Afrikameisterschaft eingebettet und besteht aus drei Phasen. In der ersten Phase spielen die acht besten Mannschaften des Kontinents (mit Ausnahme des amtierenden Weltmeisters Südafrika) in einem direkten K.-o.-System, um die Setzliste für die letzte Phase zu ermitteln, wobei die letztplatzierte Mannschaft aus der Qualifikation ausscheidet. In der zweiten Phase treten acht tiefer rangierte Länder in einem Rundenturnier in zwei Gruppen gegeneinander an. Die Sieger beider Gruppe treffen im Finale aufeinander. Während der Finalsieger in die dritte Phase einzieht, scheiden die übrigen sieben Mannschaften aus. In der dritten Phase stehen sich die letzten acht Mannschaften in einem direkten K.-o.-System auf der Grundlage ihrer Setzliste für 2024 gegenüber. Der Sieger dieser Runde qualifiziert sich für die Weltmeisterschaft, während der Zweitplatzierte in einer Playoff-Serie gegen Asien 2 aus dem asiatischen Qualifikationsverfahren antritt, um den Teilnehmer am interkontinentalen Qualifikationsturnier zu ermitteln.

### Erste Phase

#### Hauptrunde
Viertelfinale
| 20. Juli 2024 10:00 EAT | Namibia | 38 : 5 | Burkina Faso | Mandela National Stadium, Kira Town |
| 20. Juli 2024 10:00 EAT | Bericht |        |              | Mandela National Stadium, Kira Town |

| 20. Juli 2024 12:00 EAT | Kenia   | 36 : 17 | Senegal | Mandela National Stadium, Kira Town |
| 20. Juli 2024 12:00 EAT | Bericht |         |         | Mandela National Stadium, Kira Town |

| 20. Juli 2024 14:00 EAT | Algerien | 32 : 12 | Elfenbeinküste | Mandela National Stadium, Kira Town |
| 20. Juli 2024 14:00 EAT | Bericht  |         |                | Mandela National Stadium, Kira Town |

| 20. Juli 2024 16:00 EAT | Simbabwe | 22 : 20 | Uganda | Mandela National Stadium, Kira Town |
| 20. Juli 2024 16:00 EAT | Bericht  |         |        | Mandela National Stadium, Kira Town |

Halbfinale
| 24. Juli 2024 14:00 EAT | Algerien | 20 : 12 | Kenia | Mandela National Stadium, Kira Town |
| 24. Juli 2024 14:00 EAT | Bericht  |         |       | Mandela National Stadium, Kira Town |

| 24. Juli 2024 16:00 EAT | Simbabwe | 32 : 10 | Namibia | Mandela National Stadium, Kira Town |
| 24. Juli 2024 16:00 EAT | Bericht  |         |         | Mandela National Stadium, Kira Town |

Spiel um Platz 3
| 24. Juli 2024 14:00 EAT | Namibia | 38 : 27 | Kenia | Mandela National Stadium, Kira Town |
| 24. Juli 2024 14:00 EAT | Bericht |         |       | Mandela National Stadium, Kira Town |

Finale
| 24. Juli 2024 16:00 EAT | Simbabwe | 29 : 3 | Algerien | Mandela National Stadium, Kira Town |
| 24. Juli 2024 16:00 EAT | Bericht  |        |          | Mandela National Stadium, Kira Town |

#### Platzierungsrunde
Halbfinale
| 24. Juli 2024 10:00 EAT | Senegal | 25 : 8 | Elfenbeinküste | Mandela National Stadium, Kira Town |
| 24. Juli 2024 10:00 EAT | Bericht |        |                | Mandela National Stadium, Kira Town |

| 24. Juli 2024 12:00 EAT | Uganda  | 25 : 15 | Senegal | Mandela National Stadium, Kira Town |
| 24. Juli 2024 12:00 EAT | Bericht |         |         | Mandela National Stadium, Kira Town |

Spiel um Platz 5
| 28. Juli 2024 12:00 EAT | Uganda  | 34 : 31 | Senegal | Mandela National Stadium, Kira Town |
| 28. Juli 2024 12:00 EAT | Bericht |         |         | Mandela National Stadium, Kira Town |

Spiel um Platz 7
| 28. Juli 2024 10:00 EAT | Elfenbeinküste | 23 : 10 | Burkina Faso | Mandela National Stadium, Kira Town |
| 28. Juli 2024 10:00 EAT | Bericht        |         |              | Mandela National Stadium, Kira Town |

Burkina Faso scheidet als Achtplatzierter aus der WM-Qualifikation aus.

### Zweite Phase

#### Gruppe A
Halbfinale
| 18. Dezember 2024 11:00 WAT | Sambia  | 31 : 22 | Ghana | Stade Municipal de Jemmal, Jemmal |
| 18. Dezember 2024 11:00 WAT | Bericht |         |       | Stade Municipal de Jemmal, Jemmal |

| 18. Dezember 2024 14:00 WAT | Tunesien | 34 : 10 | Nigeria | Stade Municipal de Jemmal, Jemmal |
| 18. Dezember 2024 14:00 WAT | Bericht  |         |         | Stade Municipal de Jemmal, Jemmal |

Spiel um Platz 3
| 22. Dezember 2024 11:00 WAT | Nigeria | 19 : 24 | Ghana | Stade Municipal de Jemmal, Jemmal |
| 22. Dezember 2024 11:00 WAT | Bericht |         |       | Stade Municipal de Jemmal, Jemmal |

Finale
| 22. Dezember 2024 14:00 WAT | Tunesien | 29 : 7 | Sambia | Stade Municipal de Jemmal, Jemmal |
| 22. Dezember 2024 14:00 WAT | Bericht  |        |        | Stade Municipal de Jemmal, Jemmal |

#### Gruppe B
Halbfinale
| 20. November 2024 13:00 WAT | Marokko | 64 : 0 | Botswana | Stade du C.O.C., Casablanca |
| 20. November 2024 13:00 WAT | Bericht |        |          | Stade du C.O.C., Casablanca |

| 20. November 2024 15:30 WAT | Madagaskar | 33 : 7 | Kamerun | Stade du C.O.C., Casablanca |
| 20. November 2024 15:30 WAT | Bericht    |        |         | Stade du C.O.C., Casablanca |

Spiel um Platz 3
| 24. November 2024 10:00 WAT | Botswana | 36 : 10 | Kamerun | Stade du C.O.C., Casablanca |
| 24. November 2024 10:00 WAT | Bericht  |         |         | Stade du C.O.C., Casablanca |

Gruppenfinale
| 24. November 2024 13:00 WAT | Marokko | 53 : 37 | Madagaskar | Stade du C.O.C., Casablanca |
| 24. November 2024 13:00 WAT | Bericht |         |            | Stade du C.O.C., Casablanca |

#### Finale
| 9. Februar 2025 16:00 WAT | Marokko | 26 : 12 | Tunesien | Stade Larbi Zaouli, Casablanca |
| 9. Februar 2025 16:00 WAT | Bericht |         |          | Stade Larbi Zaouli, Casablanca |

Der Finalsieger Marokko zieht in die dritte Qualifikationsphase ein.

### Dritte Phase
Die dritte Phase wird im Juli 2025 im Rahmen der Rugby-Union-Afrikameisterschaft 2025 ausgetragen. Dessen Sieger wird als Afrika 1 direkt für die Weltmeisterschaft qualifiziert sein. Der Zweitplatzierte wird als Afrika 2 in einem Playoff-Spiel gegen Asien 2 antreten, um zu entscheiden, wer am interkontinentalen Qualifikationsturnier teilnimmt. Wie in der ersten Phase ist Uganda der Gastgeber des Turniers.

## Asien
Erstmals seit 2015 steht Asien ein fester Startplatz bei einer Endrunde zu. Japan ist aufgrund der Platzierung bei der Weltmeisterschaft 2023 bereits qualifiziert, weshalb die Teilnahme einer neuen asiatischen Mannschaft garantiert ist.
Die Qualifikation erfolgt in drei Phasen über die beiden obersten Divisionen der Rugby-Union-Asienmeisterschaft. Erste Phase ist das Turnier der Division 1 im Rahmen der Asia Rugby Championship 2024; in drei K.-o.-Begegnungen wird der Sieger erkoren, der in die dritte Phase der Asien-Qualifikation vorrückt. Phase 2 ist die Top-Division derselben Meisterschaft, die aber lediglich dazu dient, die Setzliste für die Asia Rugby Championship 2025 festzulegen. Diese bildet die dritte Phase: Der Asienmeister qualifiziert sich für die Endrunde, während der Finalverlierer zu einem Play-off gegen Afrika 2 antritt, um zu entscheiden, wer von den beiden am interkontinentalen Qualifikationsturnier teilnimmt.

### Erste Phase
Vier Mannschaften trugen das Turnier der Division 1 im K.-o.-System aus.
Halbfinale
| 30. April 2024 16:00 IST | Katar   | 31 : 33 | Kasachstan | Colombo Racecourse, Colombo |
| 30. April 2024 16:00 IST | Bericht |         |            | Colombo Racecourse, Colombo |

| 30. April 2024 19:00 IST | Sri Lanka | 45 : 10 | Indien | Colombo Racecourse, Colombo |
| 30. April 2024 19:00 IST | Bericht   |         |        | Colombo Racecourse, Colombo |

Spiel um Platz 3
| 4. Mai 2024 16:00 IST | Katar   | 34 : 25 | Indien | Colombo Racecourse, Colombo |
| 4. Mai 2024 16:00 IST | Bericht |         |        | Colombo Racecourse, Colombo |

Finale
| 4. Mai 2024 19:00 IST | Sri Lanka | 45 : 7 | Kasachstan | Colombo Racecourse, Colombo |
| 4. Mai 2024 19:00 IST | Bericht   |        |            | Colombo Racecourse, Colombo |

Sri Lanka rückt in die dritte Phase vor.

### Zweite Phase
|    | Land                         | Spiele | Siege | Unent. | Ndlg. | Spiel- punkte | Diff. | Bonus- punkte | Tabellen- punkte |
| -- | ---------------------------- | ------ | ----- | ------ | ----- | ------------- | ----- | ------------- | ---------------- |
| 1. | Hongkong                     | 3      | 3     | 0      | 0     | 189:18        | + 171 | 3             | 15               |
| 2. | Vereinigte Arabische Emirate | 3      | 2     | 0      | 1     | 103:103       | ± 0   | 2             | 10               |
| 3. | Südkorea                     | 3      | 1     | 0      | 2     | 94:108        | − 14  | 3             | 7                |
| 4. | Malaysia                     | 3      | 0     | 0      | 3     | 30:187        | − 157 | 0             | 0                |

| 1. Juni 2024 15:30 HKT | Hongkong | 52 : 5 | Vereinigte Arabische Emirate | Hong Kong Football Club Stadium, Hongkong |
| 1. Juni 2024 15:30 HKT | Bericht  |        |                              | Hong Kong Football Club Stadium, Hongkong |

| 2. Juni 2024 14:00 KST | Südkorea | 55 : 5 | Malaysia | Namdong-Rugby-Stadion, Incheon |
| 2. Juni 2024 14:00 KST | Bericht  |        |          | Namdong-Rugby-Stadion, Incheon |

| 8. Juni 2024 14:00 MST | Malaysia | 6 : 70 | Hongkong | UPM Stadium, Serdang |
| 8. Juni 2024 14:00 MST | Bericht  |        |          | UPM Stadium, Serdang |

| 9. Juni 2024 19:30 GST | Vereinigte Arabische Emirate | 36 : 32 | Südkorea | The Sevens Stadium, Dubai |
| 9. Juni 2024 19:30 GST | Bericht                      |         |          | The Sevens Stadium, Dubai |

| 21. Juni 2024 19:30 GST | Vereinigte Arabische Emirate | 62 : 19 | Malaysia | The Sevens Stadium, Dubai |
| 21. Juni 2024 19:30 GST | Bericht                      |         |          | The Sevens Stadium, Dubai |

| 22. Juni 2024 16:30 HKT | Hongkong | 67 : 7 | Südkorea | Hong Kong Football Club Stadium, Hongkong |
| 22. Juni 2024 16:30 HKT | Bericht  |        |          | Hong Kong Football Club Stadium, Hongkong |

### Play-off Top Division / Division 1
Der Letztplatzierte der Top-Division und der Sieger der Division 1 tragen ein Playoff-Spiel aus. Der Verlierer scheidet aus der WM-Qualifikation aus.
| 19. April 2025 16:00 SLST | Sri Lanka | 59 : 19 | Malaysia | Colombo Racecours, Colombo |
| 19. April 2025 16:00 SLST | Bericht   |         |          | Colombo Racecours, Colombo |

### Dritte Phase
Der Sieger der dritten Phase wird als Asien 1 direkt für die Weltmeisterschaft qualifiziert sein. Der Zweitplatzierte wird als Asien 2 in einem Playoff-Spiel gegen Afrika 2 antreten, um zu entscheiden, wer am interkontinentalen Qualifikationsturnier teilnimmt.
|    | Land                         | Spiele | Siege | Unent. | Ndlg. | Spiel- punkte | Diff. | Bonus- punkte | Tabellen- punkte |
| -- | ---------------------------- | ------ | ----- | ------ | ----- | ------------- | ----- | ------------- | ---------------- |
| 1. | Hongkong                     | 0      | 0     | 0      | 0     | 0:0           | ± 0   | 0             | 0                |
| 2. | Südkorea                     | 0      | 0     | 0      | 0     | 0:0           | ± 0   | 0             | 0                |
| 3. | Vereinigte Arabische Emirate | 0      | 0     | 0      | 0     | 0:0           | ± 0   | 0             | 0                |
| 4. | Sri Lanka                    | 0      | 0     | 0      | 0     | 0:0           | ± 0   | 0             | 0                |

| 13. Juni 2025 16:00 SLST | Sri Lanka | v | Südkorea | Colombo Racecours, Colombo |
| 13. Juni 2025 16:00 SLST |           |   |          | Colombo Racecours, Colombo |

| 14. Juni 2025 19:30 GST | Vereinigte Arabische Emirate | v | Hongkong | The Sevens Stadium, Dubai |
| 14. Juni 2025 19:30 GST |                              |   |          | The Sevens Stadium, Dubai |

| 21. Juni 2025 15:00 KST | Südkorea | v | Vereinigte Arabische Emirate | Namdong-Rugby-Stadion, Incheon |
| 21. Juni 2025 15:00 KST |          |   |                              | Namdong-Rugby-Stadion, Incheon |

| 22. Juni 2025 16:30 HKT | Hongkong | v | Sri Lanka | Hong Kong Football Club Stadium, Hongkong |
| 22. Juni 2025 16:30 HKT |          |   |           | Hong Kong Football Club Stadium, Hongkong |

| 4. Juli 2025 16:00 SLST | Sri Lanka | v | Vereinigte Arabische Emirate | Colombo Racecourse, Colombo |
| 4. Juli 2025 16:00 SLST |           |   |                              | Colombo Racecourse, Colombo |

| 4. Juli 2025 15:00 KST | Südkorea | v | Hongkong | Namdong-Rugby-Stadion, Incheon |
| 4. Juli 2025 15:00 KST |          |   |          | Namdong-Rugby-Stadion, Incheon |

## Europa
Neben den sechs Teams, die sich aufgrund ihres Abschneidens bei der Weltmeisterschaft 2023 automatisch qualifiziert haben, stehen Europa vier weitere Startplätze zur Verfügung. Diese werden im Rahmen der Rugby Europe Championship 2025 ermittelt. Die beiden besten Mannschaften beider Vorrundengruppen qualifizieren sich für die Weltmeisterschaft. Das Finale und das Spiel um Platz drei dienen dazu, die Position in der Setzliste zu bestimmen (Europa 1, Europa 2, Europa 3, Europa 4). Eine weitere Mannschaft wird in der Runde um die Plätze 5 bis 8 ermittelt; die bestplatzierte nimmt dann als Europa 5 am interkontinentalen Qualifikationsturnier teil.

### Gruppe A
|    | Land        | Spiele | Siege | Unent. | Ndlg. | Spiel- punkte | Diff. | Bonus- punkte | Tabellen- punkte |
| -- | ----------- | ------ | ----- | ------ | ----- | ------------- | ----- | ------------- | ---------------- |
| 1. | Georgien    | 3      | 3     | 0      | 0     | 212:39        | + 173 | 3             | 15               |
| 2. | Spanien     | 3      | 2     | 0      | 1     | 128:99        | + 29  | 2             | 10               |
| 3. | Niederlande | 3      | 1     | 0      | 2     | 104:93        | + 11  | 1             | 5                |
| 4. | Schweiz     | 3      | 0     | 0      | 3     | 13:226        | − 213 | 0             | 0                |

| 1. Februar 2025 16:00 GET | Georgien | 110 : 0 | Schweiz | Awtschala-Stadion, Tiflis |
| 1. Februar 2025 16:00 GET | Bericht  |         |         | Awtschala-Stadion, Tiflis |

| 2. Februar 2025 12:45 MEZ | Spanien | 53 : 24 | Niederlande | Estadio Nacional Complutense, Madrid |
| 2. Februar 2025 12:45 MEZ | Bericht |         |             | Estadio Nacional Complutense, Madrid |

| 8. Februar 2025 15:00 GET | Georgien | 40 : 7 | Niederlande | Awtschala-Stadion, Tiflis |
| 8. Februar 2025 15:00 GET | Bericht  |        |             | Awtschala-Stadion, Tiflis |

| 9. Februar 2025 14:00 MEZ | Schweiz | 13 : 43 | Spanien | Stade Municipal, Yverdon-les-Bains |
| 9. Februar 2025 14:00 MEZ | Bericht |         |         | Stade Municipal, Yverdon-les-Bains |

| 15. Februar 2025 13:00 MEZ | Niederlande | 73 : 0 | Schweiz | NRCA, Amsterdam |
| 15. Februar 2025 13:00 MEZ | Bericht     |        |         | NRCA, Amsterdam |

| 16. Februar 2025 12:45 MEZ | Spanien | 32 : 62 | Georgien | Estadio Nacional Complutense, Madrid |
| 16. Februar 2025 12:45 MEZ | Bericht |         |          | Estadio Nacional Complutense, Madrid |

### Gruppe B
|    | Land        | Spiele | Siege | Unent. | Ndlg. | Spiel- punkte | Diff. | Bonus- punkte | Tabellen- punkte |
| -- | ----------- | ------ | ----- | ------ | ----- | ------------- | ----- | ------------- | ---------------- |
| 1. | Portugal    | 3      | 3     | 0      | 0     | 130:50        | + 80  | 3             | 15               |
| 2. | Rumänien    | 3      | 2     | 0      | 1     | 85:58         | + 27  | 1             | 9                |
| 3. | Belgien     | 3      | 1     | 0      | 2     | 83:90         | − 7   | 0             | 4                |
| 4. | Deutschland | 3      | 0     | 0      | 3     | 43:143        | − 100 | 0             | 0                |

| 31. Januar 2025 18:00 OEZ | Rumänien | 48 : 10 | Deutschland | Stadionul Arcul de Triumf, Bukarest |
| 31. Januar 2025 18:00 OEZ | Bericht  |         |             | Stadionul Arcul de Triumf, Bukarest |

| 1. Februar 2025 19:30 WEZ | Portugal | 40 : 30 | Belgien | Estádio do Restelo, Lissabon |
| 1. Februar 2025 19:30 WEZ | Bericht  |         |         | Estádio do Restelo, Lissabon |

| 8. Februar 2025 20:00 MEZ | Belgien | 14 : 31 | Rumänien | Stade Charles Tondreau, Mons |
| 8. Februar 2025 20:00 MEZ | Bericht |         |          | Stade Charles Tondreau, Mons |

| 9. Februar 2025 17:15 WEZ | Portugal | 56 : 14 | Deutschland | Estádio do Restelo, Lissabon |
| 9. Februar 2025 17:15 WEZ | Bericht  |         |             | Estádio do Restelo, Lissabon |

| 15. Februar 2025 17:00 OEZ | Rumänien | 6 : 34 | Portugal | Stadionul Municipal, Botoșani |
| 15. Februar 2025 17:00 OEZ | Bericht  |        |          | Stadionul Municipal, Botoșani |

| 16. Februar 2025 15:30 MEZ | Deutschland | 19 : 39 | Belgien | Auestadion, Kassel |
| 16. Februar 2025 15:30 MEZ | Bericht     |         |         | Auestadion, Kassel |

### Finalrunde
Die Ergebnisse werden zur Bestimmung der Setzliste herangezogen.
Halbfinale
| 1. März 2025 15:30 WEZ | Portugal | 31 : 42 | Spanien | Estádio Nacional, Oeiras |
| 1. März 2025 15:30 WEZ | Bericht  |         |         | Estádio Nacional, Oeiras |

| 2. März 2025 15:00 GET | Georgien | 43 : 5 | Rumänien | Awtschala-Stadion, Tiflis |
| 2. März 2025 15:00 GET | Bericht  |        |          | Awtschala-Stadion, Tiflis |

Spiel um Platz 3
| 16. März 2025 15:00 WEZ | Portugal | 7 : 21 | Rumänien | Estádio Nacional, Oeiras |
| 16. März 2025 15:00 WEZ | Bericht  |        |          | Estádio Nacional, Oeiras |

Finale
| 16. März 2025 15:00 GET | Georgien | 46 : 28 | Spanien | Micheil-Meschi-Stadion, Tiflis |
| 16. März 2025 15:00 GET | Bericht  |         |         | Micheil-Meschi-Stadion, Tiflis |

### Platzierungsrunde
Der Sieger des Spiels um den fünften Platz nimmt als Europa 5 am interkontinentalen Qualifikationsturnier teil.
Halbfinale
| 1. März 2025 13:00 MEZ | Niederlande | 38 : 9 | Deutschland | NRCA, Amsterdam |
| 1. März 2025 13:00 MEZ | Bericht     |        |             | NRCA, Amsterdam |

| 1. März 2025 20:00 MEZ | Belgien | 38 : 5 | Schweiz | Stade du Pachy, Waterloo |
| 1. März 2025 20:00 MEZ | Bericht |        |         | Stade du Pachy, Waterloo |

Spiel um Platz 7
| 15. März 2025 15:45 MEZ | Deutschland | 17 : 20 | Schweiz | Fritz-Grunebaum-Sportpark, Heidelberg |
| 15. März 2025 15:45 MEZ | Bericht     |         |         | Fritz-Grunebaum-Sportpark, Heidelberg |

Spiel um Platz 5
| 15. März 2025 13:00 MEZ | Niederlande | 10 : 31 | Belgien | NRCA, Amsterdam |
| 15. März 2025 13:00 MEZ | Bericht     |         |         | NRCA, Amsterdam |

Georgien, Spanien, Rumänien und Portugal qualifizieren sich als Europa 1, Europa 2, Europa 3 und Europa 4 direkt für die WM-Endrunde. Belgien nimmt als Europa 5 am interkontinentalen Qualifikationsturnier teil.

## Pazifik
Mit der Austragung des Pacific Nations Cup ab 2024 im gesamten Pazifikraum wird das Qualifikationsverfahren für Ozeanien und Nordamerika zusammengelegt. Über den Pacific Nations Cup 2025 werden drei Startplätze vergeben (Pazifik 1, Pazifik 2 und Pazifik 3). Japan und Fidschi nehmen zwar auch teil, sind aber bereits anderweitig qualifiziert. Die sechste Mannschaft, die am Wettbewerb teilnimmt, bestreitet anschließend ein Playoff-Spiel gegen Südamerika 2 und hat dadurch die Chance, sich als Sieger dieser Begegnung ebenfalls für die Weltmeisterschaft zu qualifizieren. Der Playoff-Verlierer (Pazifik 4) nimmt am interkontinentalen Qualifikationsturnier teil.

## Südamerika
Erstmals erhält Südamerika einen automatischen Startplatz bei der Weltmeisterschaft, der an den Sieger der Südamerikameisterschaft 2025 (Südamerika 1) vergeben wird. Der Zweitplatzierte (Südamerika 2) trägt ein Playoff-Spiel gegen Pazifik 4 aus. Während der Sieger dieses Spiels für die Weltmeisterschaft qualifiziert ist, nimmt der Verlierer am abschließenden interkontinentalen Qualifikationsturnier teil. Dies trifft auch auf die drittplatzierte Mannschaft (Südamerika 3) zu.

### Erste Phase
In der ersten Phase ging es darum, einen möglichen Aufsteiger in die erste Division des Jahres 2025 zu ermitteln.
Halbfinale
| 25. September 2024 10:00 COT | Peru    | 15 : 27 | Venezuela | Estadio Cincuentenario, Medellín |
| 25. September 2024 10:00 COT | Bericht |         |           | Estadio Cincuentenario, Medellín |

| 25. September 2024 15:00 COT | Kolumbien | 136 : 0 | Costa Rica | Estadio Cincuentenario, Medellín |
| 25. September 2024 15:00 COT | Bericht   |         |            | Estadio Cincuentenario, Medellín |

Spiel um Platz 3
| 29. September 2024 10:00 COT | Peru    | 44 : 0 | Costa Rica | Estadio Cincuentenario, Medellín |
| 29. September 2024 10:00 COT | Bericht |        |            | Estadio Cincuentenario, Medellín |

Finale
| 29. September 2024 15:00 COT | Venezuela | 5 : 50 | Kolumbien | Estadio Cincuentenario, Medellín |
| 29. September 2024 15:00 COT | Bericht   |        |           | Estadio Cincuentenario, Medellín |

Kolumbien rückt in die dritte Phase vor.

### Zweite Phase
Der Wettbewerb diente dazu, einen Teilnehmer der dritten Phase zu ermitteln.
|    | Land      | Spiele | Siege | Unent. | Ndlg. | Spiel- punkte | Diff. | Bonus- punkte | Tabellen- punkte |
| -- | --------- | ------ | ----- | ------ | ----- | ------------- | ----- | ------------- | ---------------- |
| 1. | Chile     | 2      | 2     | 0      | 0     | 100:10        | + 90  | 2             | 10               |
| 2. | Brasilien | 2      | 1     | 0      | 1     | 87:53         | + 34  | 1             | 5                |
| 3. | Paraguay  | 2      | 0     | 0      | 2     | 17:141        | − 124 | 0             | 0                |

| 18. August 2024 15:30 BRT | Brasilien | 77 : 17 | Paraguay | Estádio Nicolau Alayon, São Paulo |
| 18. August 2024 15:30 BRT | Bericht   |         |          | Estádio Nicolau Alayon, São Paulo |

| 28. September 2024 15:00 CDT | Chile   | 64 : 0 | Paraguay | Estadio Municipal de La Pintana, Santiago de Chile |
| 28. September 2024 15:00 CDT | Bericht |        |          | Estadio Municipal de La Pintana, Santiago de Chile |

| 6. Oktober 2024 15:00 CDT | Chile   | 36 : 10 | Brasilien | Estadio Municipal de La Pintana, Santiago de Chile |
| 6. Oktober 2024 15:00 CDT | Bericht |         |           | Estadio Municipal de La Pintana, Santiago de Chile |

### Dritte Phase
Es spielen der Gewinner der ersten Phase und der Drittplatzierte der zweiten Phase gegeneinander. Der Sieger dieses Spiels zieht in die vierte Phase ein.
| 16. Oktober 2024 20:00 PYST | Paraguay | 49 : 18 | Kolumbien | Estadio Héroes de Curupayty, Luque |
| 16. Oktober 2024 20:00 PYST | Bericht  |         |           | Estadio Héroes de Curupayty, Luque |

### Vierte Phase
Halbfinale Teil 1
| 19. Juli 2025 | Brasilien | v | Chile | Estádio Nicolau Alayon, São Paulo |
| 19. Juli 2025 |           |   |       | Estádio Nicolau Alayon, São Paulo |

| 26. Juli 2025 | Chile | v | Brasilien | TBA |
| 26. Juli 2025 |       |   |           | TBA |

Halbfinale Teil 2
| 26. Juli 2025 | Paraguay | v | Uruguay | Estadio Héroes de Curupayty, Luque |
| 26. Juli 2025 |          |   |         | Estadio Héroes de Curupayty, Luque |

| 23. August 2025 | Uruguay | v | Paraguay | Estadio Charrúa, Montevideo |
| 23. August 2025 |         |   |          | Estadio Charrúa, Montevideo |

Spiele um Platz 3
| 11. Oktober 2025 | TBA | v | TBA |  |
| 11. Oktober 2025 |     |   |     |  |

| 18. Oktober 2025 | TBA | v | TBA |  |
| 18. Oktober 2025 |     |   |     |  |

Finalspiele
| 30. August 2025 | TBA | v | TBA |  |
| 30. August 2025 |     |   |     |  |

| 6. September 2025 | TBA | v | TBA |  |
| 6. September 2025 |     |   |     |  |

## Playoffs und interkontinentale Qualifikation
Im Anschluss an die Kontinentalturniere findet die nächste Qualifikationsphase in Form von zweier regionsübergreifender Playoff-Spiele statt. Erstens ein Playoff-Spiel zwischen Südamerika 2 und Pazifik 4, bei dem sich der Sieger für die Weltmeisterschaft qualifiziert, während der Verlierer am interkontinentalen Qualifikationsturnier teilnimmt. Das andere Playoff-Spiel ist zwischen Afrika 2 und Asien 2, wobei der Sieger den letzten Platz im interkontinentalen Qualifikationsturnier erhält.
Die interkontinentale Qualifikationsphase wird im November 2025 im Rundenformat mit vier Teilnehmern ausgetragen (Europa 5, Südamerika 3, Verlierer des Playoffs Südamerika/Pazifik und Gewinner des Playoffs Afrika/Asien).